# 前田龍一
前田 龍一（まえだ りゅういち、1958年5月11日-）は、日本の企業家。株式会社ニチリン代表取締役会長。

## 年譜
- 1981年 - 姫路工業大学（現兵庫県立大学）工学部卒業
- 1981年 - ニチリン入社
- 2003年 12月- ニチリン生産本部長
- 2004年 3月- ニチリン取締役
- 2006年 12月- ニチリン海外本部長
- 2007年 3月- ニチリン常務取締役
- 2013年 3月- ニチリン代表取締役
- 2015年 3月- ニチリン常務執行役員